# Negri Sambilão
Negri Sambilão (em malaio: Negeri Sembilan; jawi: نڬري سمبيلن; significa "novos estados" em malaio) é um estado da Malásia. Encontra-se na costa oeste da Península Malaia, imediatamente ao sul de Kuala Lumpur e faz fronteira ao norte com Salangor, ao leste com Pão e ao sul com Malaca e Joor.
Acredita-se que o nome é proveniente dos nove distritos ou nagari (agora conhecidos como luak) onde se assentaram os Minangkabau, povo originário do oeste de Samatra (Indonésia). O estado foi estabelecido em 1773 com a confederação de nove estados. Uniu-se à Federação Malaia em 1 de abril de 1946.
A composição étnica em 1995 era de malaios (391.500 ou 46%), chineses (220.000 ou 36%), indianos (123.200), outros (10.800), Bumiputra (7.000).